# 라이트스케일

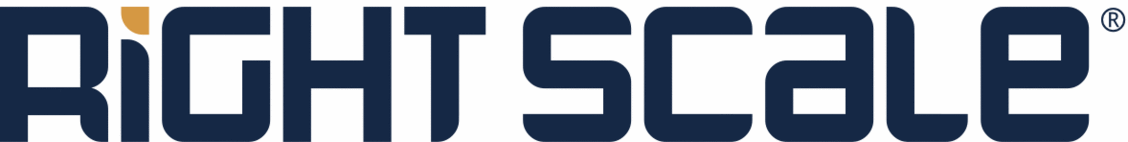

라이트스케일(RightScale)은 여러 공급업체를 위한 클라우드 컴퓨팅 관리용 서비스로 소프트웨어를 판매하는 회사였다. 이 회사는 캘리포니아주 샌타바버라에 본사를 두고 있었다. 2018년 플렉세라 소프트웨어(Flexera Software)에 인수되었다.

## 역사
코넬 대학교의 컴퓨터 과학 교수였던 토르스텐 폰 아이켄(Thorsten von Eicken)은 시트릭스 온라인(Citrix Online)이 된 신생 기업인 엑스퍼트시티(Expertcity)의 시스템 아키텍처를 관리하기 위해 떠났다. 그는 라이트스케일 CEO 마이클 크렌델(Michael Crandell)과 라이트스케일 엔지니어링 부사장 라파엘 H. 사베드라(Rafael H. Saavedra)와 합류했다.
라이트스케일은 2008년 4월에 벤처 캐피탈로부터 450만 달러, 2008년 12월에 1,300만 달러, 2010년 9월에 1억~1억 2,500만 달러의 평가액으로 2,500만 달러를 받았다.
2012년 7월 18일, 라이트스케일은 무료 클라우드 비용 예측 서비스를 제공하는 스코틀랜드 기반의 PlanForCloud.com(구 ShopForCloud.com) 인수를 발표했다.
라이트스케일은 2013년 4월 25일에 두 번째 연례 클라우드 현황 보고서를 발표하면서 클라우드 성숙도 모델을 도입했다. 보고서 결과는 625명의 IT 의사 결정권자를 대상으로 한 라이트스케일 설문 조사를 기반으로 하며 클라우드 성숙도 모델에 따라 분류되었다. 다양한 클라우드 도입 정도에 따라 기업을 분석하고 세분화한다.
2018년 9월 26일 플렉세라 소프트웨어는 미공개 금액으로 라이트스케일을 인수했다.